# Simon Stevin
Simon Stevin (Bruges, c. 1548 – 1620) foi um engenheiro, físico e matemático flamengo.

## Biografia
Simon Stevin nasceu em Bruges, Flandres (agora Bélgica). Das circunstâncias da sua vida muito pouco foi registrado; o dia exato do seu nascimento e o dia e local (Haia ou Leiden) da sua morte são desconhecidos. É conhecido contudo que ele deixou uma viúva e dois filhos. Segundo informação nos trabalhos de Stevin, este terá começado a sua carreira como um comerciante mercante na Antuérpia, e que viajou depois pela Polónia, Dinamarca e outros locais no norte da Europa, e que era amigo intimo do príncipe Maurício de Nassau, que lhe pediu conselhos em várias ocasiões, e que o tornou um oficial público—no início director da tão chamada "waterstaet" (o departamento que cuidava dos assuntos da água) e mais tarde general.
No domínio da física estudou os campos da estática e da hidrostática: formulou o princípio do paralelogramo para a composição de forças; demonstrou experimentalmente que a pressão exercida por um fluido depende exclusivamente da sua altura, (Teorema de Stevin) dando assim uma explicação ao chamado paradoxo hidrostático.
Na área da matemática introduziu o emprego sistemático das frações decimais e aceitou os números negativos, com o que reduziu e simplificou as regras de resolução das equações algébricas. Propôs o sistema decimal de pesos e medidas.
Três anos antes de Galileo, Stevin já havia relatado que diferentes pesos caiam á mesma distância em períodos de intervalos iguais.
Simon Stevin foi dono da criação de inúmeras coisas, tentou criar um veículo para praia, que era movido pelo vento.

## Aplicação da Física na Biologia
Simon Stevin foi responsável pela demonstração experimental de que a pressão exercida por um fluido depende totalmente da sua altura, tal relação foi denominada Teorema de Stevin. O Teorema foi extremamente importante para entendermos o funcionamento e natureza de fluidos, principalmente do fluido que nos constitui: o sangue.
Para entender o princípio de Stevin deve-se considerar um fluido em equilíbrio horizontal e vertical dentro de um recipiente, ou seja, a somatória de forças agindo no fluido é zero.
Esse fluido exerce forças nas paredes do recipiente que se tornam mais intensas à medida que a profundidade aumenta, ou seja, à medida que a coluna de fluido aumenta, desta forma, Stevin conseguiu chegar na sua famosa relação: 
{\displaystyle P=P_{atm}+d.g.h}
onde {\displaystyle P} é a pressão em um ponto hipotético, {\displaystyle P_{atm}} é a pressão atmosférica, {\displaystyle d} é a densidade do fluido e {\displaystyle h} é a altura da coluna de líquido acima do ponto considerado.

## Publicações
- La Theinde (O décimo) em 1585;
- La pratique d'arithmétique em 1585;
- L'arithmétique em 1585;

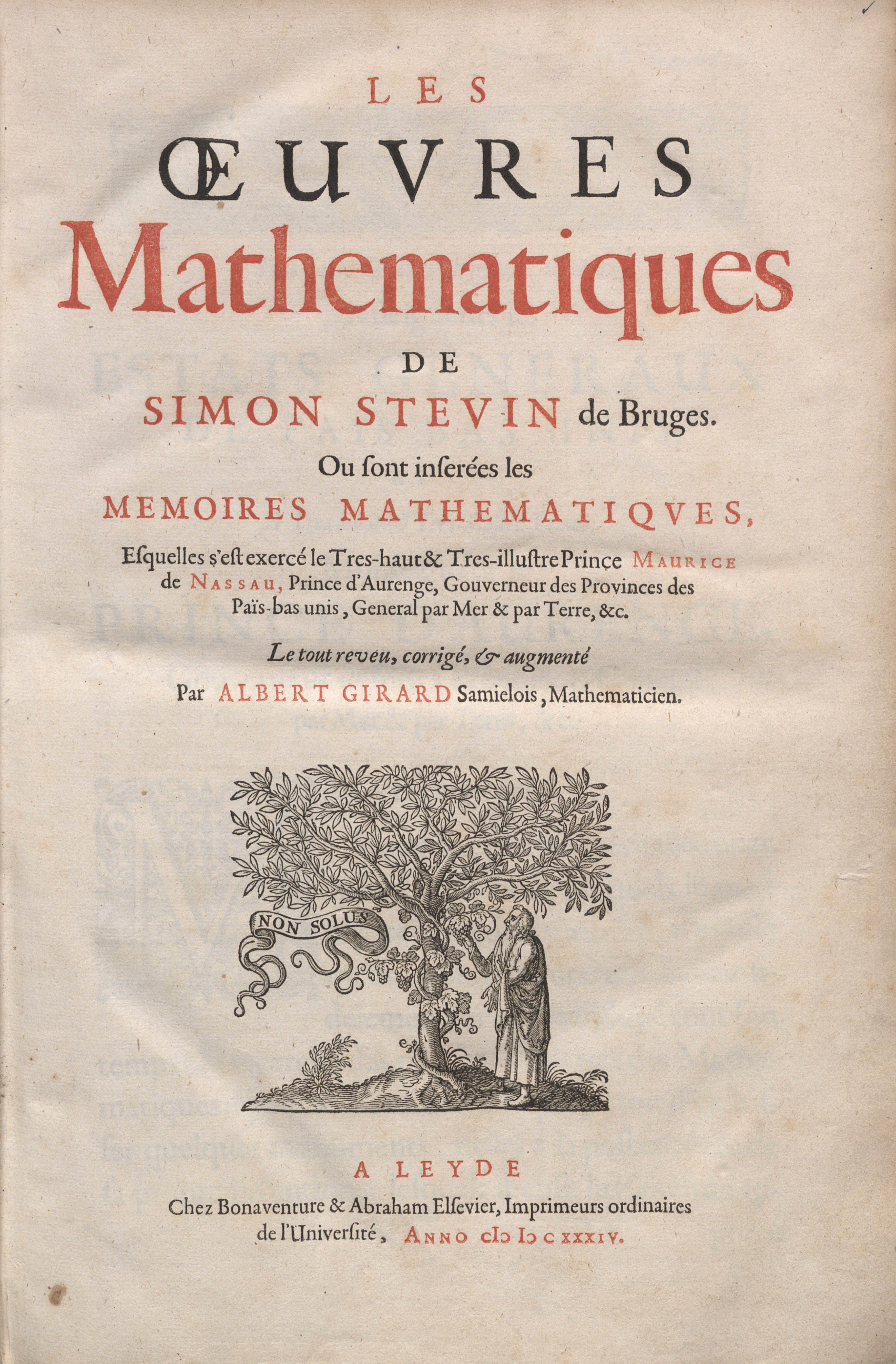
Oeuvres mathematiques, 1634

- De Beghinselen der Weegconst em 1586;
- De Beghinselen des Waterwichts (Princípios do peso da água) em 1586 no tópico de hidrostáticas;
- Vita Politica. (Vida civil) em 1590;
- De Sterktenbouwing (A construção de fortificações) publicado em 1594;
- De Havenvinding (Procura de posição) publicado em 1599;
- De Hemelloop em 1608;
- Wiskonstighe Ghedachtenissen
- Castrametatio, dat is legermeting and Nieuwe Maniere van Stercktebou door Spilsluysen publicado em 1617;
- De Spiegheling der Singconst (Teoria da arte de cantar).